# Origny-en-Thiérache
Origny-en-Thiérache is een gemeente in het Franse departement Aisne (regio Hauts-de-France). De plaats maakt deel uit van het arrondissement Vervins. Origny-en-Thiérache telde op 1 januari 2022 1.354 inwoners.

## Geografie
De oppervlakte van Origny-en-Thiérache bedroeg op 1 januari 2022 16,48 vierkante kilometer; de bevolkingsdichtheid was toen 82,2 inwoners per km².
De onderstaande kaart toont de ligging van Origny-en-Thiérache met de belangrijkste infrastructuur en aangrenzende gemeenten.

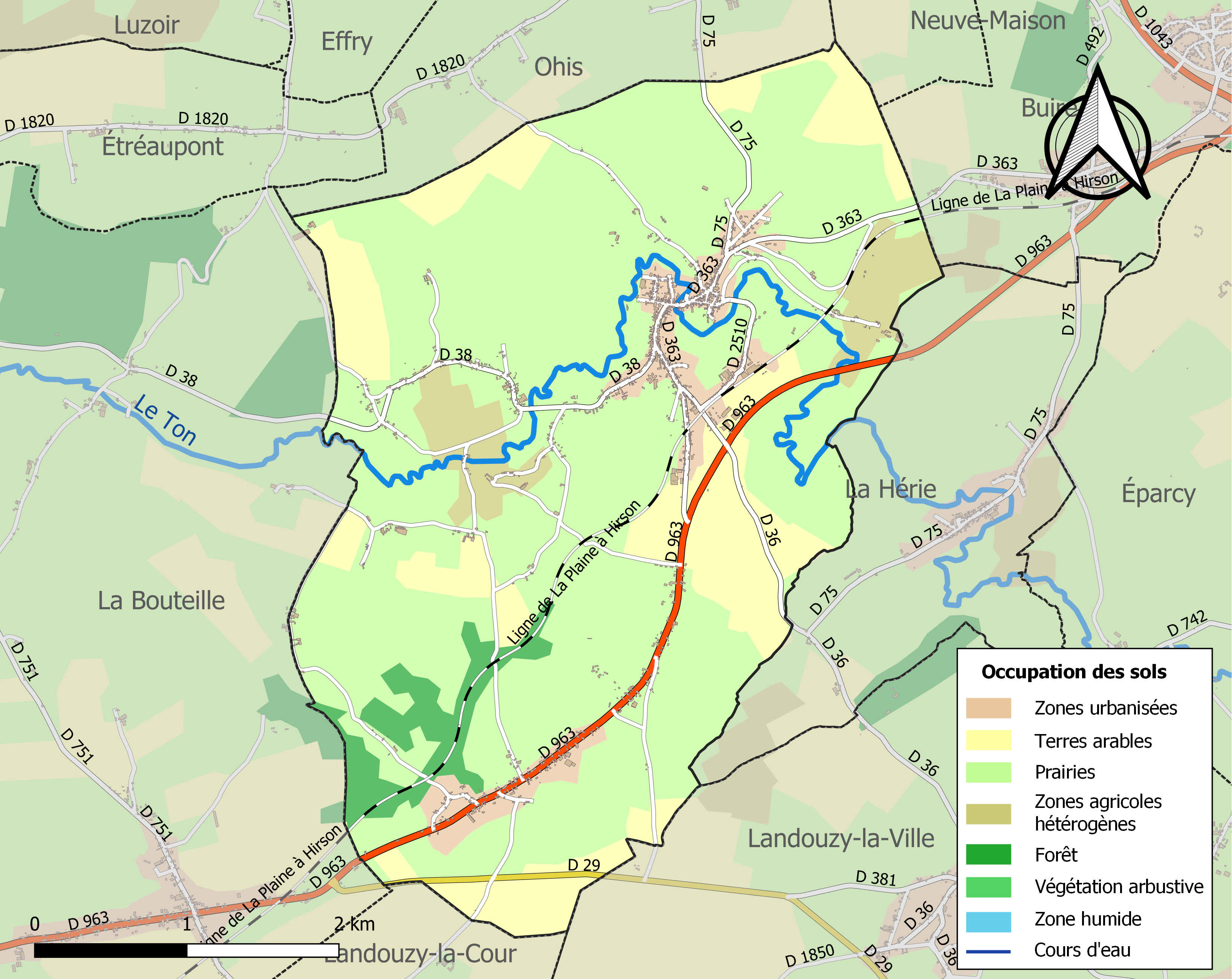

## Verkeer en vervoer
In de gemeente ligt spoorwegstation Origny-en-Thiérache.

## Demografie
Onderstaande figuur toont het verloop van het inwonertal (bron: INSEE-tellingen).
Vanwege een beveiligingsprobleem met de MediaWiki Graph-software is het momenteel niet mogelijk deze grafiek weer te geven. Zodra de software is bijgewerkt zal de grafiek vanzelf weer zichtbaar worden.

## Geboren
- Pierre Pigneau de Béhaine (1741-1799), missionaris in Vietnam